# Allophryne
Famille
Genre
Allophryne est un genre d'amphibiens, le seul de la famille des Allophrynidae.

## Répartition
Les trois espèces de ce genre se rencontrent en Amérique du Sud.

## Liste des espèces
Selon Amphibian Species of the World (19 novembre 2016) :
- Allophryne relicta Caramaschi, Orrico, Faivovich, Dias & Solé, 2013
- Allophryne resplendens Castroviejo-Fisher, Pérez-Peña, Padial & Guayasamin, 2012
- Allophryne ruthveni Gaige, 1926

## Publications originales
- Gaige, 1926 : A new frog from British Guiana. Occasional papers of the Museum of Zoology University of Michigan, vol. 176, p. 1-6 (texte intégral).
- Savage, 1973 : The geographic distribution of frogs: patterns and predictions. Evolutionary Biology of the Anurans: Contemporary Research on Major Problems. University of Missouri Press, Columbia, Missouri, p. 351-445.